# Diego Maurício
Diego Maurício (Río de Janeiro el 25 de junio de 1991) es un futbolista brasileño que juega de delantero para el Odisha Football Club de la Superliga de India.

## Trayectoria
Después de 4 años en las categorías inferiores del Flamengo el entrenador Rogério Lourenço le hace debutar en el 2010. Se le consideraba una gran promesa del club brasileño, le llamaban Drogbinha-el pequeño Drogba-.En mayo del 2011 el FK Shajtar Donetsk intenta ficharlo, pero el Flamengo declina la oferta recibida.
Hizo en el Flamengo un total de 8 goles en 79 partidos,menos de las expectativas puestas en él, por lo que eso unido a actos de indisciplina hace que en el 2012 el equipo recién ascendido a la Liga Premier de Rusia del FC Alania Vladikavkaz le haga un contrato de 4 años.

## Palmarés

### Club
Flamengo
- Taça Guanabara: 2011
- Taça Rio: 2011
- Campeonato Carioca: 2011

### Selección
Brasil
- Campeonato Sudamericano de Fútbol Sub-20 de 2011